# Paulina Dittborn
Paulina Dittborn Cordua (Santiago, 1953) es una arqueóloga y política chilena, exmilitante de la  UDI , actualmente simpatiza y colabora con el Partido Republicano. 
Se desempeñó como subsecretaria de Educación Pública y subsecretaria de Previsión Social de su país entre 1987 y 1989, durante el gobierno la militar del general Augusto Pinochet.

## Familia y estudios
Nació en Santiago de Chile, hija de Julio Dittborn Murillo y Melita Cordua Sommer. Es hermana de Julio Dittborn, quien ejerció como diputado, y subsecretario de Hacienda durante el primer gobierno de Sebastián Piñera. Realizó sus estudios superiores en la carrera de antropología titulándose en arqueología y prehistoria en la Universidad de Chile. Años después cursó un magíster en psicología educacional en la Pontificia Universidad Católica (PUC).
Esta casada con el ingeniero y empresario  Juan Antonio Guzmán Molinari, quien fuera  ministro de Educación Pública durante el régimen del general Augusto Pinochet. De su primer matrimonio con el historiador Osvaldo Silva Galdames  (QEPD)  fallecido en 2019.fue madre de dos hijos.

## Trayectoria profesional y política
Durante más de treinta años ejerció cargos en el sector público y privado en el ámbito de la gestión educacional, entre los que se incluyen dirección de establecimientos educacionales, públicos y privados, en todos los niveles, básico, medio técnico profesional y universitario.
Durante la dictadura militar del general Pinochet, trabajó como jefa de gabinete del Ministerio de Educación Pública entre 1981 y 1988; y luego se desempeñó como titular de la Subsecretaría de dicho Ministerio entre 1987 y 1988. Asimismo, ejerció como subsecretaria de Previsión Social, en el Ministerio del Trabajo y Previsión Social.hasta 1989.
Posteriormente, el ámbito privado se desempeñó como vicerrectora académica del Inacap, seguidamente como pro-rrectora de la Universidad de Las Américas (UDLA) entre 1990 y 1992, directora nacional de los «colegios Santo Tomás» y como decana de la Facultad de Educación de la Universidad Santo Tomás.Sus más de treinta años de desempeño en el ámbito educacional le han merecido un gran reconocimiento público como gestora de instituciones educacionales. 
Paralelamente, ejerció como consejera y vicepresidenta del Consejo Nacional de Educación (CNED), como presidenta del Instituto Chileno-Norteamericano de Cultura y, como directora enmla gestión educacional de la Sociedad Nacional de Agricultura «SNA-Educa» de la Sociedad Nacional de Agricultura (SNA).
Hasta 2015 ocupó la titularidad de la dirección nacional de los colegios Santo Tomás y realizó clases como profesora de posgrado en dicha universidad. y hasta 2020 en el programa de diplomados de la Pontificia Universidad Católica de Chile. 
Actualmente es miembro del Comité Editorial de la revista Educar,  y efectúa actividades en el rubro empresarial, siendo socia y vicepresidenta de la Editorial Biblioteca Americana (EBA).

## Historial electoral

### Elecciones parlamentarias de 1989
- Elecciones parlamentarias de 1989, candidata a diputada por el distrito 21 (Ñuñoa y Providencia)[7]

| Candidato                  | Pacto                           | Partido | Votos  | %     | Resultado |
| -------------------------- | ------------------------------- | ------- | ------ | ----- | --------- |
| Alberto Espina Otero       | Democracia y Progreso           | RN      | 83 922 | 40,45 | Diputado  |
| Gutenberg Martínez Ocamica | Concertación por la Democracia  | PDC     | 72 853 | 35,11 | Diputado  |
| María Estela Ortiz Rojas   | Unidad para la Democracia       | PAIS    | 19 227 | 9,27  |           |
| Pedro Sabat Pietracaprina  | Independientes (Fuera de Pacto) | IND     | 17 074 | 8,23  |           |
| Rosamel Gutiérrez Riquelme | Unidad para la Democracia       | PAIS    | 4.077  | 1,97  |           |
| Paulina Dittborn Cordua    | Democracia y Progreso           | UDI     | 3479   | 1,68  |           |
| Sergio Renato Contreras    | Liberal-Socialista Chileno      | ILE     | 2800   | 1,35  |           |
| Mario Bustos Donoso        | Liberal-Socialista Chileno      | ILE     | 2587   | 1,25  |           |
| Augusto Daniel Reijer Rago | Alianza de Centro               | AN      | 1455   | 0,70  |           |